# Neopealius
Neopealius is een geslacht van halfvleugeligen (Hemiptera) uit de familie witte vliegen (Aleyrodidae), onderfamilie Aleyrodinae.
De wetenschappelijke naam van dit geslacht is voor het eerst geldig gepubliceerd door Takahashi in 1954. De typesoort is Neopealius rubi.

## Soort
Neopealius omvat de volgende soort:
- Neopealius rubi Takahashi, 1954